# Yamatocallis hirayamae
Yamatocallis hirayamae är en insektsart som beskrevs av Matsumura 1917. Yamatocallis hirayamae ingår i släktet Yamatocallis och familjen långrörsbladlöss. Inga underarter finns listade i Catalogue of Life.